# Cryptandra orbicularis
Cryptandra orbicularis är en brakvedsväxtart som beskrevs av Anthony R. Bean. Cryptandra orbicularis ingår i släktet Cryptandra och familjen brakvedsväxter. Inga underarter finns listade i Catalogue of Life.